# Саїд Пірані
Шейх Саї́д Піра́ні (1865 — 29 червень 1925) — релігійний і політичний лідер курдів-заза, суфійський шейх тарикату Накшбандія, організатор масштабного повстання проти турецького уряду Ататюрка в 1925 році.

## Біографія
Шейх Саїд був сином Шейха Махмут Фейзі, а той був сином Шейха Ахмета-ефенді. Саїд, таким чином, був спадковим шейхом суфійського тарикату (ордену) Накшбандія, який був впливовим у курдських областях. Шейх був заможною людиною. У його руках була зосереджена не тільки релігійна, але й традиційна племінна політична влада в районах проживання курдів-заза. За традицією мусульман того часу шейх мав кілька дружин.
Після геноциду вірмен, ассирійців, греків і єзидів курди, які, як і турки, сповідували іслам, залишалися останньою сильною й великою національною меншиною в Східній Туреччині. Реформи Ататюрка, які були поєднанням жорстоких переслідувань національних і релігійних меншин з політикою секуляризації, викликали непокору мусульманського курдського населення. Курди були незадоволені як зниженням ролі ісламу у світській Туреччині, так і тиском на свою національну ідентичність, що виражалося в репресіях проти мирного курдського національного руху.
Повстання шейха Саїда стало помітною подією в історії Туреччини, проте тривало воно відносно недовго. Уже навесні 1925 року шейх Саїд зазнав поразки від турецьких військ, був схоплений і страчений разом зі 47-ма соратниками.
Попри те, що повстання шейха Саїда не було успішним, його досі поважає значна частина курдів. Його онук, Абдулмелік Фірат, аж до своєї смерті у 2009 році, був членом турецького парламенту й помірним прихильником курдської автономії. Фірат говорив, що предки його діда були залучені в політику, оскільки в період Османської імперії підтримували владу турецьких султанів.
Нащадком шейха Саїда також є актриса Бельчім Білгін.